# Semicytherura inconspicua
Semicytherura inconspicua is een mosselkreeftjessoort uit de familie van de Cytheruridae. De wetenschappelijke naam van de soort is voor het eerst geldig gepubliceerd in 1934 door Klie.